# Trinh nam
Trinh nam (danh pháp khoa học: Phoebe zhennan; Trung văn gọi là nam mộc (楠木), nam thụ (楠樹/楠树), trinh nam (楨楠/桢楠)) là một loài thực vật thuộc họ Lauraceae. Đây là loài đặc hữu của Trung Quốc. Khu vực phân bố: Quý Châu, Tứ Xuyên, Hồ Bắc. Loài này hiện đang bị đe dọa mất môi trường sống.